# Pablo Adorno
Pablo Javier Adorno Martínez (Asunción, 6 febbraio 1996) è un calciatore paraguaiano, difensore del Fernando de la Mora.

## Palmarès

### Club

#### Competizioni nazionali
- Campionato paraguaiano: 1

Cerro Porteño: 2017 [C]